# Epuraea neglecta
Epuraea neglecta är en skalbaggsart som först beskrevs av Oswald Heer 1841.  Epuraea neglecta ingår i släktet Epuraea, och familjen glansbaggar. Arten är reproducerande i Sverige.